# Kněžnice
Kněžnice es una localidad del distrito de Jičín en la región de Hradec Králové, República Checa, con una población estimada a principio del año 2018 de 265 habitantes. 
Se encuentra ubicada al oeste de la región, a unos 85 km al noreste de Praga, en la región conocida como Paraíso Checo, cerca de la frontera con las regiones de Bohemia Central y Liberec.